# Rahova (Drenóc)
Rahova (horvátul: Rajevo Selo) falu Horvátországban Vukovár-Szerém megyében. Közigazgatásilag Drenóchoz tartozik.

## Fekvése
Vukovártól légvonalban 50, közúton 74 km-re délre, községközpontjától légvonalban 10, közúton 12 km-re nyugatra, a Nyugat-Szerémségben, az ún. Cvelferija területén, a Száva bal partján fekszik.

## Története
A török 1536-ban szállta meg a vidéket és 1691-ig volt török uralom alatt. A falu neve török uralom idején 1566 és 1574 között a török adókönyvben bukkan fel először „Rahova” alakban. Ekkor a Szerémi szandzsákhoz és a Szávamenti náhijéhez tartozott, 29 keresztény és 2 muzulmán lakosa volt. A 18. század elején Boszniából érkezett katolikus sokácok települtek ide be. Kamarai birtok volt, majd a vukovári uradalom része lett. 1709-ben már „Rejoselo” névvel írják össze a császári hatóságok. Valamivel később Ludwig Khevenhüller 1720-ban Szlavóniáról és a Szerémségről készített térképén „Raevasellana” névvel találjuk. 1786-ban Franz Stefan Engel császári hivatalnok így ír a településről: „Rajevo Selo egy egyszerű település a Szávánál. 57 vesszőfonású házból áll, ebből 14 szalmával és 43 zsindellyel van borítva. A tisztviselő lakását a szokásos módon építették, valamint egy falusi őrtornyot és egy templomot találunk itt. Az utcákat nem díszítik. Van egy komp a faluban a Száván a falu és Törökország közötti átutazásra.”
A katonai határőrvidék megszervezésekor Mária Terézia rendelete alapján 1745-ben elhatárolták a katonai közigazgatás alá vont területeket. A falu a Bródi határőrezred katonai igazgatása alá került. Lakói a katonai igazgatás teljes megszüntetéséig határőrök voltak, akik 16 és 60 életévük között kötelezve voltak a császári hadseregben a katonai szolgálatra. Részt vettek a Habsburg Birodalom szinte valamennyi háborújában. 1808-ban átkerült a határőrezred újonnan alakított 12. Drenóci századához. Azóta nevezik az egykori 12. század területét Cvelferijának. A katonai közigazgatást 1873-ban megszüntették, majd területét 1881-ben Szerém vármegyéhez csatolták. 
A falu első templomát 1745-ben szentelték fel a Szentháromság tiszteletére. Ez egy a temetőben álló fatemplom volt. Tíz évvel később a drenóci plébánia egyházlátogatása során egy Szent Illésnek szentelt fatemplomról tesznek említést. Ekkor a faluban 88 házaspár élt, 255 ember gyónt és áldozott, mi9nd katolikusok voltak.  A határőrség idején a 18. század első felében, a kereskedelem itt a határőrök katonai kötelezettségei miatt gyengén fejlődött. Csak a 18. század második felében kezdett el fejlődni, elsősorban azért, mert a faluban katonai parancsnoki poszt volt, ahol hajók kötöttek ki és az utasok kompra szálltak át. 1865-ben megalakult a kézműves céh. A falu azonban csakhamar elveszítette kereskedelmi és postaforgalmi szerepét a Vinkovce-Brčko vasút és a vasúti híd megépítésével a Száva folyón Brčko közelében. Mivel ezután összes forgalom közvetlenül Brčkóra ment a falu hanyatlani kezdett. A kézművesek élete sem volt könnyű, mert nem volt munka. Annak érdekében, hogy táplálják a családot, rendes munkát is végeztek.
Az első katonai felmérés térképén „Rajovo Szello” néven található. Lipszky János 1808-ban Budán kiadott repertóriumában „Rajevoszello” néven szerepel. Nagy Lajos 1829-ben kiadott művében „Rajevoszello” néven 170 házzal, 782 katolikus és 82 ortodox vallású lakossal találjuk. A 19. század végén német, magyar és ruszin családok vándoroltak be, de jöttek likai és dalmáciai horvát és szerb családok is. 
A településnek 1857-ben 751, 1910-ben 1240 lakosa volt. Szerém vármegye Zsupanyai járásához tartozott. Az 1910-es népszámlálás adatai szerint lakosságának 66%-a horvát, 14%-a szerb, 9%-a német, 5%-a ruszin, 2%-a magyar anyanyelvű volt. A település az első világháború után az új szerb-horvát-szlovén állam, majd később (1929-ben) Jugoszlávia része lett. 1941 és 1945 a Független Horvát Államhoz tartozott, majd a szocialista Jugoszlávia fennhatósága alá került. 1991-től a független Horvátország része. 1991-ben lakosságának 50%-a horvát, 28%-a muszlim, 8%-a szerb, 6%-a ruszin, 3%-a jugoszláv nemzetiségű volt. A horvát függetlenségi háború idején a falu állandó szerb fenyegetettségben élt, több ház és az iskola is súlyos károkat szenvedett a szerb tüzérség ágyúzása során. A falunak 2011-ben 987 lakosa volt. 2017. május 17-én a Száva folyó áttört a védtöltésen a falu közelében, ahol a töltés csak néhány száz méterre volt az első házaktól. A falut majdnem teljesen elárasztotta. Az árvíz két életet követelt és nagy anyagi károkat okozott.

## Népessége
| Lakosság változása | Lakosság változása | Lakosság változása | Lakosság változása | Lakosság változása | Lakosság változása | Lakosság változása | Lakosság változása | Lakosság változása | Lakosság változása | Lakosság változása | Lakosság változása | Lakosság változása | Lakosság változása | Lakosság változása | Lakosság változása |
| ------------------ | ------------------ | ------------------ | ------------------ | ------------------ | ------------------ | ------------------ | ------------------ | ------------------ | ------------------ | ------------------ | ------------------ | ------------------ | ------------------ | ------------------ | ------------------ |
| 1857               | 1869               | 1880               | 1890               | 1900               | 1910               | 1921               | 1931               | 1948               | 1953               | 1961               | 1971               | 1981               | 1991               | 2001               | 2011               |
| 751                | 975                | 1.207              | 1.266              | 1.239              | 1.240              | 1.220              | 1.244              | 1.241              | 1.363              | 1.434              | 1.586              | 1.546              | 1.476              | 1.407              | 987                |

## Gazdaság
A település a főutaktól távol esik, de egykor, amikor a forgalom másodlagos jelentőségű volt, nemcsak független, de fejlett és gazdag település is volt, jó életszínvonalú lakossággal. A jó fekete talaj garantálta a bő termést mindenfajta növény termesztésénél. Ezenkívül sok kézműves is működött a faluban: kovácsok, bognárok, borbélyok, asztalosok, szabók, cipészek, ácsok, kereskedők és vendéglősök. A helyi gazdaság alapja ma hagyományosan a mezőgazdaság és az állattartás. 

## Nevezetességei
Szent Illés próféta tiszteletére szentelt római katolikus templomát 1805-ben építették későbarokk stílusban. Plébániáját 1807-ben alapították. A plébániának saját emlékkönyve is van, amelyet 1914 óta vezetnek. Szakaszosan írták 1968-ig és azóta rendszeresen írják. Ez az emlékkönyv a plébánia különféle eseményeit tartalmazza.
A faluban a katolikus templomon kívül egy Szent Jozafát görögkatolikus templom és egy pravoszláv templom is van.

## Kultúra
A „Seljačka sloga” kulturális egyesület helyi csoportját 1935-ben alapították, első elnöke Andrija Vujkovic volt. Különböző előadásokat, kulturális műsorokat szerveztek, könyvtárat és tamburazenekart alapítottak. Ennek az egyesületnek az utódja a mai „Száva” kulturális és művészeti egyesület. A helyi horvát olvasókör 1920-ban jött létre és 1945-ig működött.

## Oktatás
A helyi oktatás kezdetei 1831-ig nyúlnak vissza, amikor megnyílt a település első iskolája. 
Az első tanítók Tadijan Palacković, Stjepan Božanović és Luka Jakobović voltak. Az iskola kezdetben egy rossz állapotú családi házban működött. Az iskola építése 1847-ben kezdődött és 1852-ben fejeződött be. 1855-ben az intézménynek 43 tanulója volt. 1866-ban német tannyelvű osztályt indítottak. Az iskolát a honvédő háború alatt elpusztították, helyére új iskola épült. Ma a faluban az Antun és Stjepan Radić nevét viselő gúnyai általános iskola területi iskolája működik.

## Sport
A RAŠK sportklubot 1932-ben alapították. A labdarúgócsapat a megyei 2. ligában szerepel.

## Egyesületek
A vadásztársaságot 1933-ban alapították.